# Peter Ryom
Peter Ryom (født 31. maj 1937 i København) er en dansk musikforsker og dr.phil., der er kendt verden over for sin nummerering af Antonio Vivaldis værker, den såkaldte Ryom-Verzeichnis, forkortet RV. Fortegnelsen er international standard og forkortelsen bringes i forbindelse med Vivaldis værker i litteratur eller på fonogrammer, cd'er og dvd'er. 
Fx Koncert No. 1 in E-dur, Op. 8, RV 269 – "La primavera" (Foråret) fra De fire Årstider. 
Han var i en årrække udsendelsesleder og tilrettelægger af lødige klassiske musikprogrammer i Danmarks Radio.   

## Værker
- 1973 Antonio Vivaldi. Table de concordances des œuvres (RV), Kbh. Engstrøm & Sødring (92 s.)
- 1974 Verzeichnis der Werke Antonio Vivaldis (RV). Kleine Ausgabe, Kopenhagen/Leipzig
- 1979 Verzeichnis der Werke Antonio Vivaldis (RV), Leipzig
- 1977 Les manuscrits de Vivaldi, Kopenhagen (doktordisputats, 590 s.)
- 1986 Répertoire des œuvres d'Antonio Vivaldi : les compositions instrumentales, Kbh. (LXXIII+726 s.) Fortegnelse over Vivaldis instrumentalmusik.
- 1992 Musikkens stilarter : klassisk musik fra oldtid til nutid, Kbh. Gyldendal (275 s.)
- 1994 Vivaldis koncerter (nr. 11 i serien Engstrøm & Sødrings musikbibliotek), Kbh. (141 s.)
- 2002 Kirkemusikleksikon, Kbh. Christian Ejlers (221 s.) Fra gregoriansk sang, over Bachs kantater til vor tids passionsmusik.
- 2006 Mozarts "Requiem", efterladt og færdiggjort, København, Andantino (185 s. )
- 2007 Antonio Vivaldi. Thematisch-systematisches Verzeichnis seiner Werke, Wiesbaden, Breitkopf & Härtel (XXX+633 sider)
- 2009 J. S. Bachs Kirkekantater. Forkyndelse i ord og toner. København, Andantino (240 sider)